# Aaron Russo

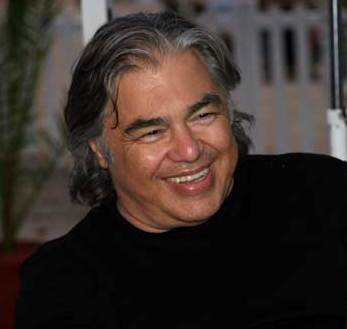
Aaron Russo im Juli 2006 in Cannes

Aaron Russo (* 14. Februar 1943 in Brooklyn, New York; † 24. August 2007 in Los Angeles, Kalifornien) war ein US-amerikanischer Geschäftsmann, Filmemacher, eine politische Figur der US-amerikanischen Libertarian Party und ein Steuerreform-Aktivist.

## Karriere in der Unterhaltungsindustrie
Während seiner Karriere in der Unterhaltungsindustrie war Russo von 1972 bis 1979 Manager von Bette Midler und The Manhattan Transfer sowie Produzent der Filme The Rose und Trading Places (Die Glücksritter). Russo hat als erste Person Led Zeppelin für einen Auftritt in den USA gebucht (1968 im „Electric Theater“ in Chicago).
Er erhielt eine Emmy-Auszeichnung für ein Bette Midler TV-Special und eine goldene Schallplatte für die Produktion des Soundtracks zum Film The Rose und war 1989 Regisseur des Films Rude Awakening.
Russos Filme, z. B. Die Glücksritter (mit Eddie Murphy und Dan Aykroyd) und The Rose (mit Bette Midler), haben sechs Oscar-Nominierungen bekommen. Russo selbst hat sowohl einen Emmy als auch einen Tony Award erhalten und seine Filme haben auch eine Reihe von Golden-Globe-Auszeichnungen gewonnen.
Sein letzter Film, America: Freedom to Fascism, ist ein Dokumentarfilm, der zu persönlichem Engagement aufruft; er richtet seine Kritik gegen die seines Erachtens betrügerischen Institutionen des Federal Reserve Systems und der obersten US-Steuerbehörde IRS.

## Politische Karriere
Russo wurde in den frühen 1990ern politisch, als er einen Film namens Mad As Hell produzierte, in welchem er die NAFTA kritisierte, den War on Drugs, das Konzept einer nationalen ID-Karte, und die staatliche Regulationsmacht über die alternative Medizin. Er sieht in diesen Maßnahmen eine schrittweise Beschneidung von Bürgerrechten, die die USA von einem freien Land letztlich zu einem Polizeistaat werden ließe (s. America: Freedom to Fascism).
Russo kandidierte 1998 in der Vorwahl (Primary) für das Gouverneursamt in Nevada und belegte mit 26 % der Stimmen den zweiten Platz. Russo plante daraufhin 2002 erneut als Kandidat um das Gouverneursamt als Unabhängiger oder „Libertarian“ in den Wahlkampf zu treten, wurde aber durch eine Krebserkrankung daran gehindert. Im Januar 2004 erklärte er als Unabhängiger seine Kandidatur für das Präsidentenamt, entschied sich dann für die Nominierung durch die Libertarian Party. Auf der „Libertarian National Convention“ im Mai 2004 erhielt Russo 258 Stimmen, sein Konkurrent Michael Badnarik 256 und 246 gingen an Gary Nolan. Russo wurde jedoch in der dritten Wahlrunde durch Badnarik mit 423 zu 344 Stimmen besiegt.
Russo starb am 24. August 2007 im Alter von 64 Jahren an Krebs.

## Filmografie (Auswahl)
- 1979: The Rose
- 1982: Zwei irre Typen auf heißer Spur (Partners)
- 1983: Die Glücksritter (Trading Places)
- 1984: Die Aufsässigen (Teachers)
- 1986: Wise Guys – Zwei Superpflaumen in der Unterwelt (Wise Guys)
- 1989: Rude Awakening
- 2007: America: Freedom to Fascism[3]